# Grandidierella bonnieri
Grandidierella bonnieri är en kräftdjursart som beskrevs av Stebbing 1908. Grandidierella bonnieri ingår i släktet Grandidierella och familjen Aoridae. Inga underarter finns listade i Catalogue of Life.